# Liste des évêques d'Ortona
Cette liste recense les évêques qui se sont succédé sur le siège d'Ortona entre le VIe et sa suppression au VIIe siècle puis de nouveau en 1570, où le diocèse est restauré puis uni aeque principaliter au diocèse de Campli (it) en 1600. En 1818, les diocèses d’Ortona et de Campli sont supprimés. Le diocèse d'Ortona est rétabli en 1834 et confié en administration perpétuelle aux archevêques de Lanciano puis le Saint-Siège unit les deux diocèses en 1945 et l'archevêque de Lanciano devient aussi évêque d'Ortona. L'union est complète en 1986 et la nouvelle juridiction prend le nom d'archidiocèse de Lanciano-Ortona.

## Évêques d'Ortona
- Blando (591-594)
- Calunniose (594-599)
- Viateur (mentionné en 649)
  - Siège supprimé

## Évêques d'Ortona et de Campli
- Giandomenico Rebiba (1570-1595), nommé évêque de Catane
- Alessandro Boccabarile (1596-1623)
- Antimo Degli Atti (1624-1640)
- Francesco Antonio Biondi, O.F.M.Conv (1640-1643)
- Alessandro Crescenzi, C.R.S (1644-1652), nommé évêque de Bitonto
- Carlo Bonafaccia (1653-1675), nommé évêque de Terni
- Giovanni Vespoli-Casanatte, C.R (1675-1716)
- Giuseppe Falconi (1717-1730)
- Giovanni Romano (1730-1735), nommé évêque de Catanzaro
- Marcantonio Amalfitani (1735-1765)
- Domenico de Dominicis (1766-1791)
- Antonio Cresi (1792-1804)
  - Siège vacant (1804-1818)
  - Siège supprimé (1818-1834)

## Sources
- http://www.catholic-hierarchy.org